# Juzgados de Cobranza Laboral y Previsional de Chile

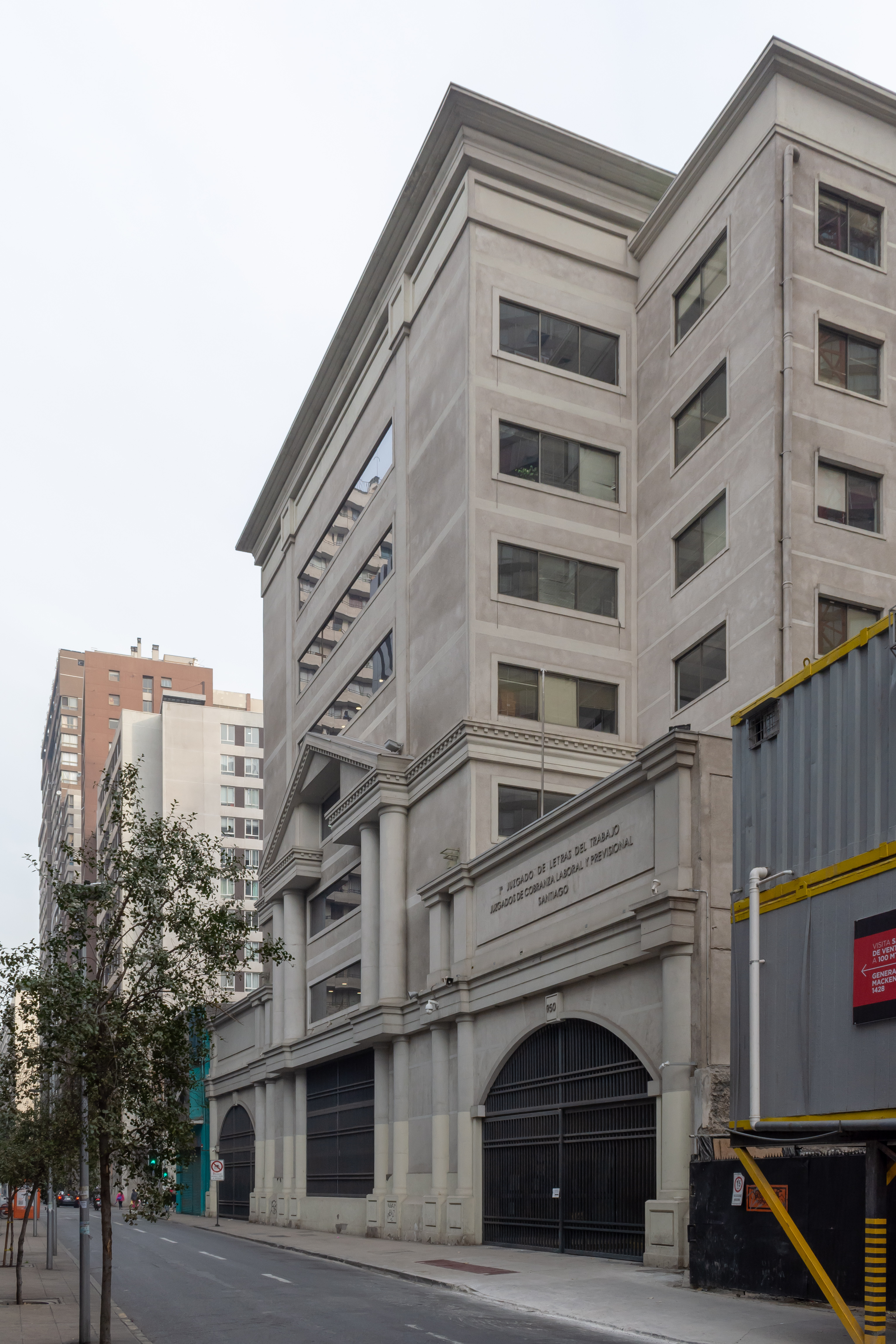
Juzgados de Cobranza Laboral y Previsional de Santiago.

Los Juzgados de Cobranza Laboral y Previsional son tribunales especiales pertenecientes al Poder Judicial de Chile, creados en 2005 para el cumplimiento de obligaciones laborales y de previsión o seguridad social, así como la cobranza judicial de imposiciones y multas de los institutos de previsión. En aquellos territorios en que no existen estos juzgados, el conocimiento de los asuntos de su competencia corresponde a los Juzgados de Letras del Trabajo.

## Creación
La Ley N.º 20022, publicada en el Diario Oficial el 30 de mayo de 2005, creó los Juzgados de Cobranza Laboral y Previsional, modificando el Código Orgánico de Tribunales y el Código del Trabajo. Esta normativa fue modificada con posterioridad por las leyes 20252, 20438 y 20497.

## Tribunales
En Chile existen cuatro Juzgados de Cobranza Laboral y Previsional:
- Juzgado de Cobranza Laboral y Previsional de Valparaíso, con tres jueces, con competencia sobre las comunas de Valparaíso, Juan Fernández, Viña del Mar y Concón.

- Juzgado de Cobranza Laboral y Previsional de Concepción, con tres jueces, con competencia sobre las comunas de Concepción, Penco, Hualqui, San Pedro de la Paz, Chiguayante, Talcahuano y Hualpén.

- Juzgado de Cobranza Laboral y Previsional de San Miguel, con cuatro jueces, con competencia sobre las comunas de San Miguel, San Joaquín, La Granja, La Pintana, San Ramón, La Cisterna, El Bosque, Pedro Aguirre Cerda y Lo Espejo.

- Juzgado de Cobranza Laboral y Previsional de Santiago, con trece jueces, con competencia sobre la provincia de Santiago, con excepción de las comunas de San Miguel, San Joaquín, La Granja, La Pintana, San Ramón, La Cisterna, El Bosque, Pedro Aguirre Cerda y Lo Espejo.

La ley determina que en las comunas del país en que no existe un Juzgado de Cobranza Laboral y Previsional, el conocimiento de los asuntos que son de su competencia corresponde a los Juzgados de Letras del Trabajo que ejercen jurisdicción en dicha localidad.